# إيليا ماديسون
إيليا ماديسون (بالروسية: Илья́ Мэ́ддисон) (8 مارس 1988 —) صانع فيديوهات وبثوث مباشرة وجيمر روسي، ومساعد نائب مجلس الدوما ومقدم برامج تلفزيوني سابق ومطور ألعاب كمبيوتر.

## السيرة الذاتية
درس في كلية الصحافة في الجامعة الروسية الحكومية للعلوم الاجتماعية، وطُرد منها في السنة الثالثة بسبب قلة الحضور. بالإضافة إلى الألعاب، فهو مغرم بكرة القدم. كان من مشجعي نادي دينامو موسكو لكرة القدم.
أصبح معروفًا على نطاق واسع في الإنترنت الناطق بالروسية منذ عام 2008. فقد اكتسب شهرة بسبب مراجعات الألعاب التي بدأ بها عام 2008. بدأ في نشر مقاطع الفيديو الخاصة به في عام 2008 على موقع روتيوب (بالإنجليزية)، ثم أصبح لاحقًا محرر قسم الألعاب في هذه الخدمة. في عام 2010، استضاف برنامج روتيوب "مراجعات فيديو لـ "إيليا ماديسون" و"برينفاكرز". كان من الأوائل في روسيا الذين أجروا مراجعات بالفيديو للأفلام وألعاب الكمبيوتر وتحميلها على موقع يوتيوب.

## ألعاب الكومبيوتر

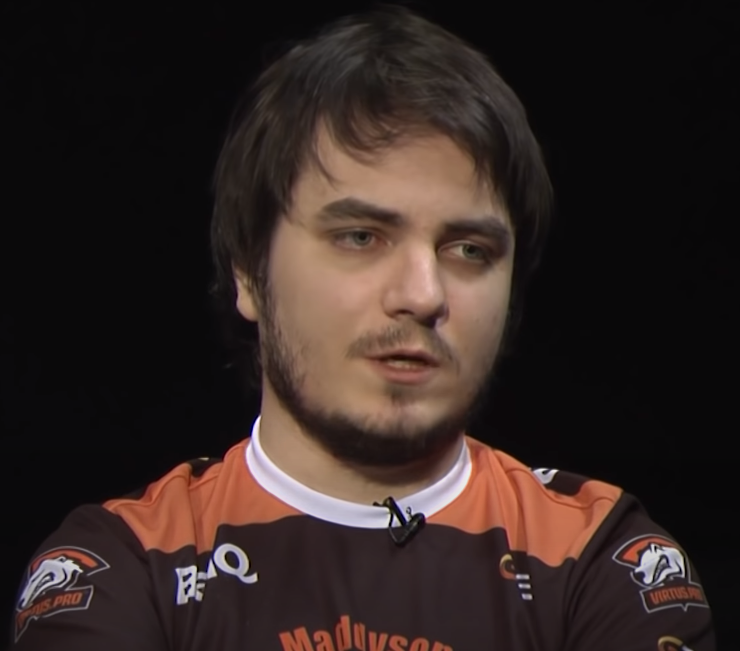
إيليا في حوار عام 2016

في عام 2016، أعلن إيليا عن إطلاق لعبة الكمبيوتر الخاصة به. ولإطلاقها تم تأسيس استوديو باسم "MehSoft"، والذي كان يرأسه ماديسون نفسه. وهو مؤلف الفكرة وكاتب سيناريو المشروع، ويساعده إيغور ليفتشوك (بالروسية: Игорь Левчук) وسيمون سالتماكاف (بالروسية: Семен Салтымаков) في الأجزاء الفنية والبرمجية للتطوير. تم توزيع ألعاب الاستوديو من خلال ستيم.

### The Underground Man
Underground Man (بالعربية: الرجل الذي تحت الأرض) هي لعبة منصات في بيئة ما بعد نهاية العالم، تم إصدارها في 1 سبتمبر 2016 لنظام التشغيل مايكروسوفت ويندوز. يتولى اللاعب دور «الرجل السري»، ممثلاً في مجتمعٍ صغيرٍ مغلق هرب من كارثة نووية تحت الأرض وظل لفترة طويلة في عزلة. بمجرد ظهوره على السطح، سيشرع البطل في رحلة عبر الأرض القاحلة ثنائية الأبعاد التي كانت ذات يوم موسكو.

### The Mercury Man
The Mercury Man (بالعربية: الرجل الزئبقي) - لعبة خيال علمي للكمبيوتر، مع عناصر المغامرة في وضع المستقبل البعيد. تم إصدارها في 20 مايو 2018.

### CHERNOBYL: The Untold Story
CHERNOBYL: The Untold Story (بالعربية: تشيرنوبيل: القصة غير المروية) هي لعبة كمبيوتر متساوية القياس تدور حول أحداث بديلة لكارثة تشيرنوبيل. صدرت اللعبة في 24 سبتمبر 2019.

### Kazakh Drive
Kazakh Drive (بالعربية: كازاخ درايف) هو محاكاة لرحلة على طول الطريق السريع في كازاخستان، مصممة بأسلوب قديم. صدرت في 18 أكتوبر 2020.

### Call Of LDPR
Call Of LDPR (بالعربية: نداء "ل د ح ر" - الحزب الليبرالي الديمقراطي الروسي -) لعبة أكشن في عالم مفتوح.

## نكتة عن القرآن
في 18 يناير 2017، نشر المستخدم الشيشاني عمر سعيدوف (بالروسية: Умар Саидов) على فيسبوك مقطع فيديو من ستاند آب كوميدي لإيليا ماديسون في 2012، والذي ألقى فيه ماديسون نكتةً عن القرآن. ووصف عمر نكتة ماديسون بأنها غير مقبولة ودعا جميع المسلمين إلى الاعتداء عليه. بعد ذلك، بدأت المضايقات ضد ماديسون على شبكات التواصل الاجتماعي. وانضم إلى حملة المضايقة الناشط الداغستاني بولاش تشانكالايف (بالروسية: Булач Чанкалаев) نائب رئيس اتحاد داغستان للملاكمة، على فيسبوك، قام الناشط بتهديد ماديسون علانية وحث الآخرين على العثور عليه والاعتداء عليه. وطالب الكونغرس الروسي لشعوب القوقاز الوكالات الحكومية بالتحقيق في تصريحاته. في المجموعات الإسلامية على الشبكات الاجتماعية، كانت هناك دعوات للبحث عن إيليا ماديسون والاعتداء عليه، ومن ضمنهم مؤيدو تنظيم داعش الإرهابي. كتب رئيس منطقة كيزيليورت في داغستان، ماغوميد شابانوف (بالروسية: Магомед Шабанов): «لينتظر هذا الحقير الآن، لم يتبق لهذا الداعر سوى القليل، ما زالت لديه فرصةٌ واحدة فقط، دعه يفكر أي واحدة..» كما نشر الجمهور رقم هاتف مدون الفيديو وعنوانه المزعوم. بعد ذلك حذف ماديسون صفحاته من مواقع التواصل الاجتماعي وغادر روسيا في 21 يناير. ولم يذهب إلى الشرطة، لخوفه من فتح قضية ضده «لإهانة مشاعر المسلمين».
في 13 فبراير 2017، نشر مكتب المدعي العام في جمهورية الشيشان على موقعه على الإنترنت رسالة حول بدء قضية جنائية ضد مدون الفيديو إيليا ماديسون بموجب الجزء الأول من المادة رقم 282 من القانون الجنائي للاتحاد الروسي: (الإجراءات التي تهدف إلى إهانة كرامة شخص أو مجموعة من الأشخاص على أساس المواقف تجاه الدين، والتي تُرتكب في الأماكن العامة). وجاء في رسالة على الموقع الإلكتروني لمكتب المدعي العام أن الفحص النفسي اللغوي اعترف بتصريحات المدون الهادفة إلى إذلال من يعتنقون الإسلام والمسيحية، وطالبوا بالاعتراف بأفعاله على أنها متطرفة. لاحقًا، تمت إزالة الرسالة من الموقع. في 22 فبراير 2017، أعلنت محكمة منطقة زافودسكوي في غروزني أن مقطع الفيديو متطرف وأُدرج على «القائمة الفيدرالية للمواد المتطرفة». في 16 يوليو 2018، حكمت المحكمة على إيليا ماديسون بالسجن لمدة عام ونصف بتهمة التطرف. في 11 يونيو 2019، أصبح معروفًا أنه قد تم حذف السجل الجنائي من على ماديسون وإسقاط حكم المحكمة.